# Moratorij
Moratorij (kasnolat.), vremensko je razdoblje u kojem se odgađa izvršavanje svih legalnih obveza i otplate duga. 
To je mjera državnih vlasti kojom na određeno ili neodređeno vrijeme odgađa plaćanje svih dugova ili samo dugova određene vrste. Ova mogućnost katkad postoji i u sudskoj praksi da odgodi pojedinačna plaćanja. 
Koristi se samo u određenim (teškim) vremenima kada je zbog objektivnih razloga otplata duga nemoguća većem broju dužnika, poput teških gospodarskih kriza, ratova i sl. U širem smislu odustanak od provedbe neke odluke i sl.